# Смородина красная
Сморо́дина кра́сная, или Сморо́дина обыкнове́нная, или Сморо́дина садо́вая (лат. Ríbes rúbrum) — кустарник рода Смородина (Ribes) семейства Крыжовниковые (Grossulariaceae). Дикорастущие формы называют кислица.
|                                  |
|                                  |
|                                  |
|                                  |
| Плоды и цветки смородины красной |

## Распространение
Естественная область распространения находится в лесной зоне по всей Евразии, где произрастает в диком виде.
Встречается на лесных опушках, предпочитает берега рек или ручьёв, образует заросли.

## Ботаническое описание
Растение высотой 1—2 м с побегами серого или желтоватого цвета. Древесина зеленоватая со светлой сердцевиной.
Листья 3—5-лопастные с зазубренными краями и гладким блестящим верхом. Нижняя сторона листа более светлого оттенка, иногда с опушёнными жилками.
Цветки неприметные мелкие жёлто-зелёные или красновато-бурые, собранные в кисти. Цветение проходит в мае.
Плоды — ярко-красные сочные ягоды, кислые на вкус, диаметром 8—12 мм, образуют грозди.

## Значение и применение

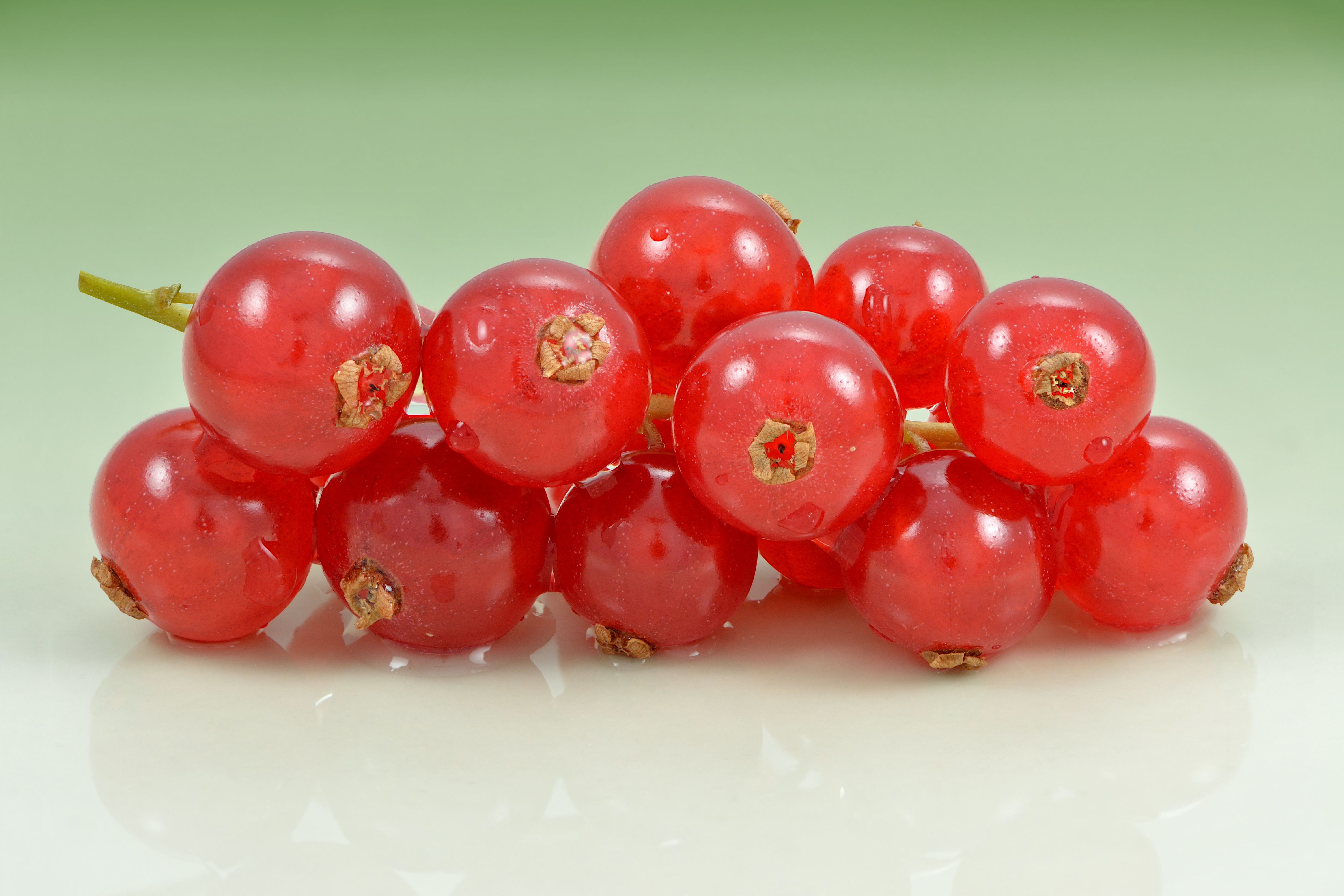
Ягоды

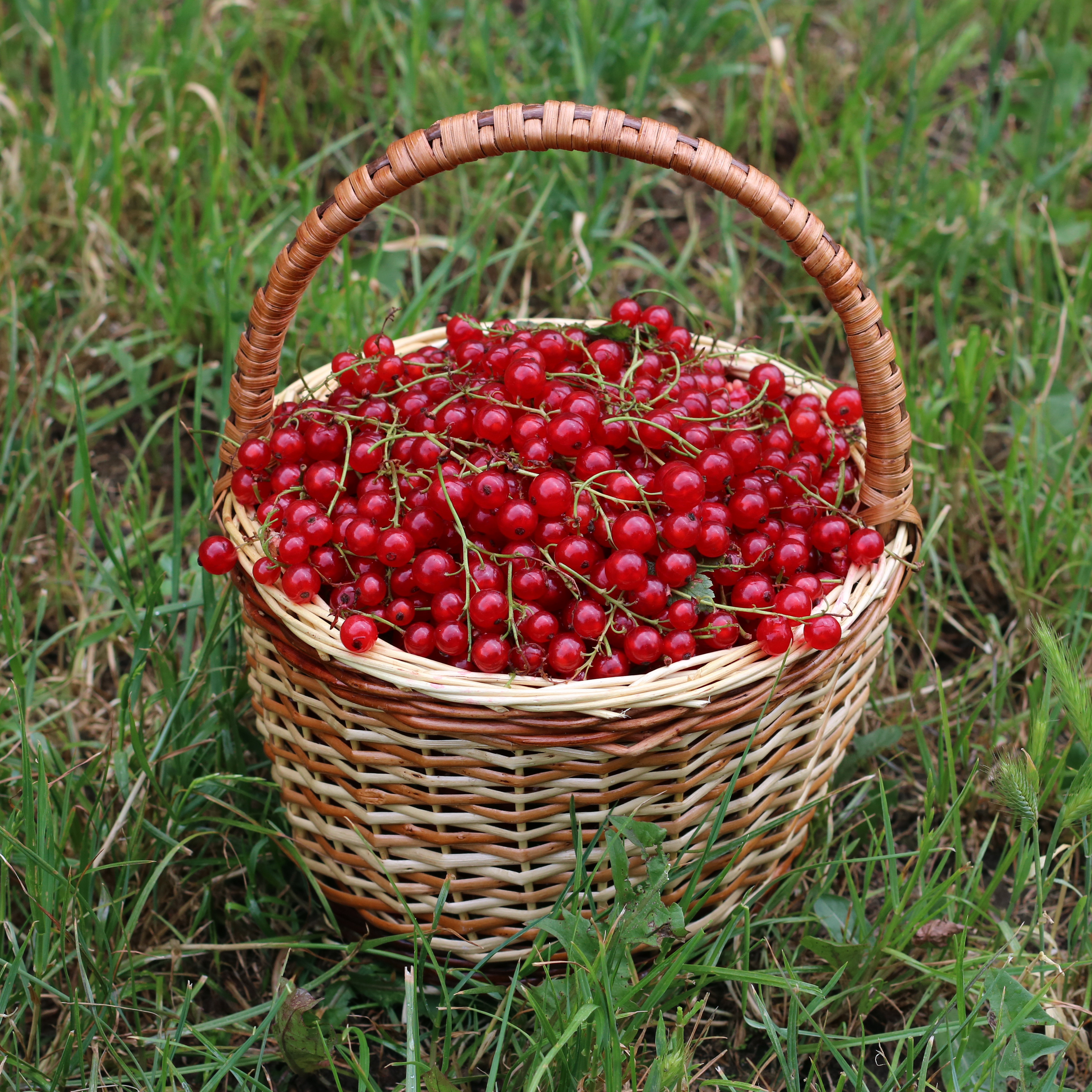
Красная смородина в корзинке

Ягоды красной смородины съедобны. Они более кислые, чем плоды чёрной смородины. Поэтому она культивируется большей частью для получения джемов и других консервных изделий. В скандинавских странах часто используется как компонент фруктовых супов и пудингов. В Германии её используют в комбинации с заварным кремом или безе, как наполнитель для тортов.
Медонос. Пчёлы охотно посещают собирая нектар и пыльцу. Согласно эксперименту 1953 года наиболее продуктивными показали себя сорта красной смородины Виктория (105 кг), Гондуин (102) и Варшевича (92 кг). На гектаре насаждений (в зависимости от сорта) может выделяться от 43 до 105 кг сахара.
Ягоды красной смородины содержат меньше сахаров (4—10 %), чем чёрной, но больше свободных кислот (до 4,2 %). По содержанию аскорбиновой кислоты несколько уступают чёрной смородине, но тоже являются хорошим источником витаминов С и Р.
Благодаря повышенному содержанию кислот смородиновый сок ягод хорошо утоляет жажду, поднимает аппетит, активизирует деятельность кишечника, поэтому очень хорош для восстановления сил после длительной болезни, особенно у пожилых. Назначается при запорах; обладает также потогонным действием, поэтому полезен при простудах. Морс из ягод красной смородины — отличный прохладительный напиток.
Зимостойкость сортов смородины красной зависит от происхождения, условий подготовки растений к зиме, степени дифференциации
зачатков почек, погодных условий зимнего периода.
По наблюдениям О. И. Семенова-Тян-Шанского в Лапландском заповеднике растение летом поедается северным оленем (Rangifer tarandus Linnaeus) и европейским лосём (Alces alces Linnaeus).

## Классификация

### Таксономия
Ribes rubrum L., 1753, Sp. Pl. : 200
Вид Смородина красная относится к роду Смородина (Ribes) семейства Крыжовниковые (Grossulariaceae) порядка Камнеломкоцветные (Saxifragales). Таксономическая схема в соответствии с Системой APG IV по состоянию на декабрь 2023 года:
|  |                          |  |                                   |                                   |                         |  | еще 14 семейств |  |  |                                                                 |                       |
|  |                          |  |                                   |                                   |                         |  |                 |  |  |                                                                 |                       |
|  |                          |  |                                   | порядок Камнеломкоцветные         |                         |  |                 |  |  |                                                                 | вид Смородина красная |
|  |                          |  |                                   | порядок Камнеломкоцветные         |                         |  |                 |  |  |                                                                 | вид Смородина красная |
|  | клада Цветковые растения |  |                                   |                                   | семейство Крыжовниковые |  | род Смородина   |  |  |                                                                 |                       |
|  | клада Цветковые растения |  |                                   |                                   |                         |  | род Смородина   |  |  |                                                                 |                       |
|  |                          |  | ещё 63 порядка цветковых растений | ещё 63 порядка цветковых растений |                         |  |                 |  |  | еще 204 подтвержденных видов и 84 вида, ожидающих подтверждения |                       |
|  |                          |  |                                   | ещё 63 порядка цветковых растений |                         |  |                 |  |  |                                                                 |                       |

### Синонимы
- Grossularia rubra (L.) Scop.
- Grossularia rubra Rupr.
- Ribes acerifolium K.Koch
- Ribes acidum Ehrh.
- Ribes albescens Poit. & Turpin
- Ribes albicans Poit. & Turpin
- Ribes albovirens Poit. & Turpin
- Ribes auriculatum Poit. & Turpin
- Ribes baicalense Turcz. ex Steud.
- Ribes carneum Poit. & Turpin
- Ribes domesticum Jancz.
- Ribes fleischmannii Rchb. ex K.Koch
- Ribes glabrum (Hedl.) Sennikov
- Ribes hladnickianum Freyer ex Steud.
- Ribes hortense Hedl.
- Ribes houghtonianum Jancz.
- Ribes macrocarpum Jancz.
- Ribes officinarum Dum.Cours.
- Ribes pendulum Salisb.
- Ribes racemosum Poit. & Turpin
- Ribes rubrum subsp. sativum (Rchb.) Syme
- Ribes rubrum subsp. vulgare O.Schwarz
- Ribes rubrum var. domesticum Wallr.
- Ribes rubrum var. dulce Gray
- Ribes rubrum var. parvum Gray
- Ribes rubrum var. sativum Rchb.
- Ribes rubrum var. scandicum Jancz.
- Ribes rubrum var. sylvestre DC. ex Berland.
- Ribes rubrum var. sylvestre (Lam.) Wallr.
- Ribes rubrum var. variegatum Weston
- Ribes rubrum var. virescens Regel
- Ribes sativum (Rchb.) A.Berger
- Ribes sativum f. macrocarpum (Jancz.) Rehder
- Ribes sativum f. variegatum (Weston) Rehder
- Ribes sativum var. variegatum (Weston) Rehder
- Ribes sibiricum K.Koch
- Ribes smidtianum (Sow. ex Syme) Hedl.
- Ribes sylvestre (Lam.) Mert. & W.D.J.Koch
- Ribes sylvestre subsp. hortense Hyl.
- Ribes sylvestre var. smidtianum Sow. ex Syme
- Ribes vinosum Dum.Cours.
- Ribes vulgare Lam.
- Ribes vulgare var. hortense Lam.
- Ribes vulgare var. sylvestre Lam.
- Ribesium rubrum (L.) Medik.